# Berenice (schip, 1919)
De Berenice was een Nederlands stoomvrachtschip van 1.177 ton. Ze liep van stapel in 1919 bij de Lobithsche Scheepsbouw Mij. van Gebroeders Bodewes, Lobith. De eigenaar was de Koninklijke Nederlandsche Stoomboot Maatschappij NV. Amsterdam met aldaar ook haar thuishaven. De Berenice verging in de ochtend van 21 juni 1940 nadat het ongeëscorteerde schip, met kapitein A. Huygens als gezagvoerder, getorpedeerd en tot zinken werd gebracht door de U-65 onder bevel van Korvkpt. Hans-Gerrit von Stockhausen. Er waren 22 passagiers aan boord, die met deze reis naar Engeland probeerden te vluchten voor de ondertussen uitgebroken Tweede Wereldoorlog.

## Geschiedenis
De Berenice had Bordeaux op 19 juni om 17.00 uur verlaten met 22 voornamelijk Nederlandse en Belgische vluchtelingen aan boord. Onder hen was de Nederlandse dichter Hendrik Marsman en zijn echtgenote en de Nederlandse kunstschilder Tjerk Bottema. Het schip voer samen met het Nederlandse stoomschip Orpheus, de kustvaarders Nettie en Ary Scheffer en de sleepboot Seine, maar de schepen werden verspreid in de nacht van 20 op 21 juni en slechts de Nettie was nog te zien. In de ochtend van 21 juni omstreeks 07.17 u. werd ze waargenomen door de U-65 die haar aanviel. De Berenice werd midscheeps geraakt door de U-65 met één torpedo, die het schip binnen drie minuten tot zinken bracht in positie 47°10’ N. en 03°35’ W. De kustvaarder Nettie nam acht overlevenden aan boord, met inbegrip van kapitein Huygens en mevrouw Rien Marsman-Barendregt, de enige overlevende passagier van deze scheepsramp; haar man, de dichter Hendrik Marsman, verdronk ook.
Volgens bronnen van de U-65 namen zij een groot stoomschip waar, dat als Champlain (28.124 ton) werd geïdentificeerd om 05.45 uur en die tot 07.35 uur werd geschaduwd, totdat de U-boot het contact in de mist verloor. Korte tijd later werd het schip opnieuw waargenomen en werd ze meteen aangevallen met een spreidschot van drie torpedo's om 08.17 uur. De algemene bronnen beweerden dat de Champlain eerst beschadigd werd door een voordien gelegde magnetische zeemijn, om 09.30 uur op 17 juni, in de buurt van La Pallice, en daarna naar de zeebodem ging. In kennisgeving van deze bronnen is het torpedorapport van de U-65 met het eisen van het tot zinken brengen van de Champlain als zijn persoonlijk succes, maar datum, tijd en positie passen goed samen met het verlies van de Berenice. Van de 47 opvarenden van de Berenice overleefden slechts acht personen, waaronder één passagiere (Rina Marsman-Barendregt), deze scheepsramp en vonden 39 mensen de dood.